# 薛永

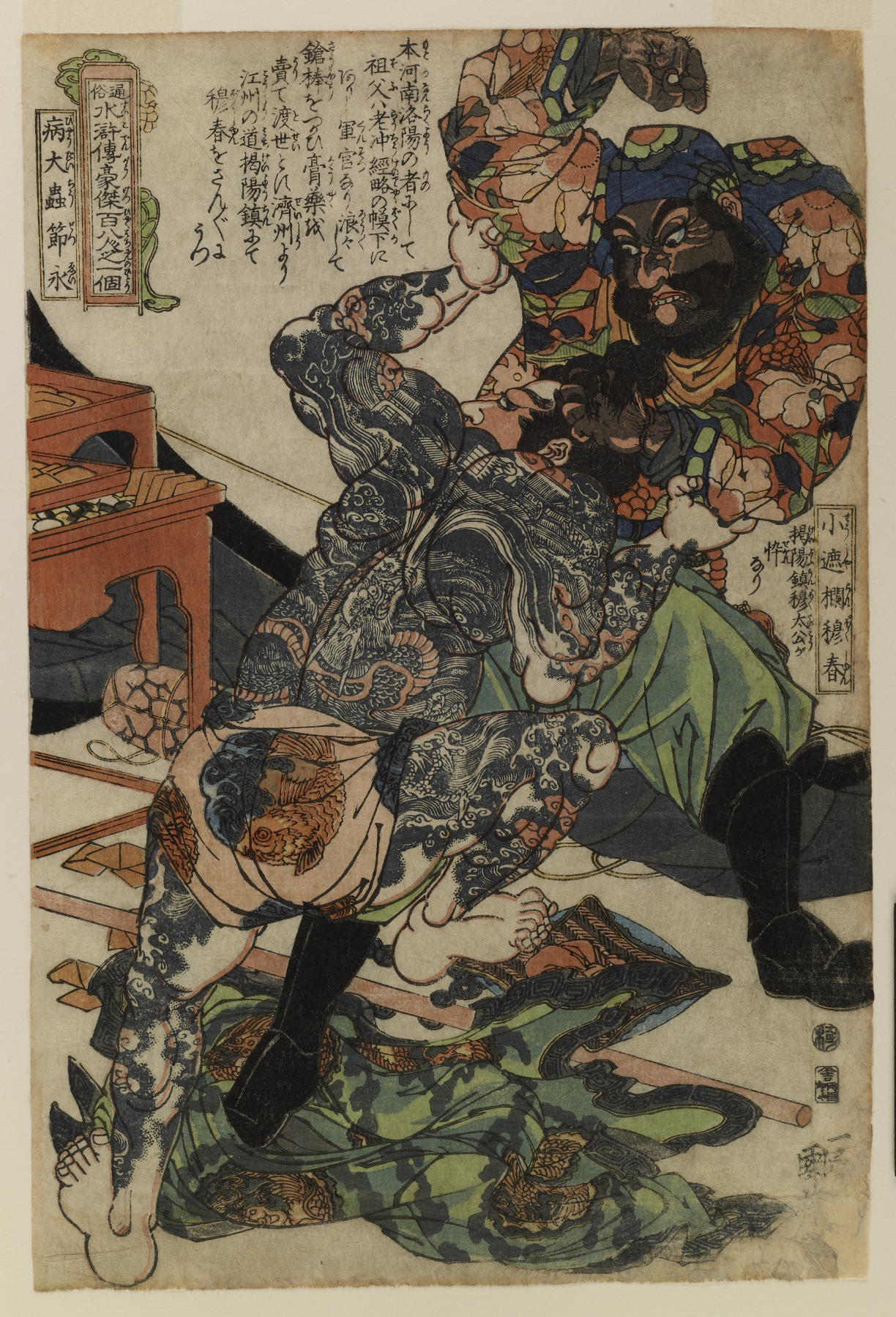
薛永（歌川国芳画）

薛 永（せつ えい）は、中国の小説で四大奇書の一つである『水滸伝』の登場人物。
梁山泊第八十四位の好漢。地幽星の生まれ変わり。渾名は病大虫（びょうだいちゅう)。病という単語は中国文学界ではこれは病気や病気があるという意味ではなく、当時「~より良い」という意味の杭州方言接頭辞と見る。大虫は虎を指す。没落武官の家系で膏薬売り。槍棒の使い手で、槍棒の演武は宋江も唸るほどであった。元弟子に侯健がいる。また武門の出ゆえか、ヤクザの勢力が強い場所でみかじめ料を払わずに商売をするなど、世情に疎いところがある。

## 生涯
河南洛陽の出身。代々武門の家柄で、祖父は経略府（辺境軍）に仕える武官であったが、同僚の嫉みにあって次第に没落、薛永の代には各地を流れ歩き、武芸を見世物にする膏薬売りにまで身を落としていた。ある時薛永は長江流域の町、掲揚鎮で商売をしていたが、見物の客は彼の演武に拍手こそすれ、なぜか誰も膏薬を買わない。すると群衆の中から一人の流刑人らしき男が薛永に見物料を差し出した。すると今度はまだ年若い大男が、流刑人に因縁をつけ始めたので、薛永はその男を鮮やかに打ち倒し、男は捨て台詞をはいて逃げ出した。聞くと流刑人は天下の義士として名高い宋江、因縁をつけてきた若い男は土地の顔役穆家の次男坊穆春であった。穆春は薛永が自分たちに挨拶もなしに商売を始めたのが気に食わず、町中に相手にしないように触れ回っていたのだ。
意気投合した薛永と宋江は一緒に食事を取ろうとするが、穆春たちが「二人に飲み食いさせたら店を叩き壊す」と触れ回っていたため、何処にも入れず、宋江はそのまま流刑地の江州へ、薛永は宿に戻りすぐこの地を後にしようとした。しかしそれより早く穆春が手下を引き連れてやって来て、薛永は袋叩きの目に遭い、拉致された挙句、穆家の納屋の梁から吊るされてしまう。このまま嬲り殺しかと思われたが、なんとあの宋江が助けに現れた。穆家と縄張りを接し、親交のある掲陽嶺の親分李俊と宋江はすで面識があり、李俊から宋江の素性を聞かされた穆兄弟は無礼を謝り、逆に宋江を歓待した。穆春とも和解し、一夜皆で飲み明かした後、宋江は江州へ向かい、薛永は穆家の世話になることになった。
しばらく後、宋江が江州で謀叛の罪をでっち上げられて、牢役人の戴宗とともに処刑されることとなった。それを聞きつけた李俊、穆弘らに付き従い、救出に出かける。刑場に着くと、二人は先に梁山泊の晁蓋たちに救出されており、薛永たちはこれに合流、梁山泊へ向かうことにした。その前に宋江は自分を陥れた悪徳官吏・黄文炳に制裁したいと言い出した。薛永は以前棒術を教えていた仕立て屋の侯健が黄文炳の屋敷に出入りしている事を思い出し、侯健を仲間に誘い、彼の手引きで黄文炳への制裁は成功した。
梁山泊入山後ははじめ陶宗旺とともに塞の増設、修繕の監督に当たり、呼延灼との戦いの後、裏手の塞の守備に移る。戦闘にも度々加わるが取り立てて手柄は立てていない。百八星集結後は歩兵将校の一人となる。官軍との戦いでは水夫に化けて敵に紛れ込み、敵将の一人を生け捕る功を立てる。梁山泊が朝廷に帰順した後の戦いにも参加するが目立った働きの無いまま、方臘との戦いで、昱嶺関に於いて敵将龐万春の罠にかかって、矢の雨を浴びせられ石秀らとともにハリネズミのようになって死亡した。